# グレフォ・ゲルン
グレフォ・ソレマン・ゲルン（Prof. Dr. Ir. Grevo Soleman Gerung）は、インドネシアの水産学者。元サム・ラトゥランギ大学副学長。

## 人物・経歴
北スラウェシ州マナド出身。1984年サム・ラトゥランギ大学水産海洋科学部卒業。1994年琉球大学大学院農学研究科修了。2001年北海道大学大学院水産学研究科修了、博士（水産科学）。
母校サム・ラトゥランギ大学副学長を経て、水産海洋学部長を務め、2015年には学生交流に関する覚書のため、長崎大学の片峰茂学長、山下俊一理事らと面会するなどした。2022年には首相に立候補した。